# 延长路
延长路是中華人民共和國上海市靜安區一條東西走向道路，东起北宝兴路，西至共和新路，全长877米，道路始建於1957年，路名來自於陕西省延安市延长县，最初道路西側可抵達宜川新村，後共和新路以西路段分割為延長西路和延長中路。道路沿途有上海大學延長校區。